# Nunca apuestes tu cabeza al diablo
Nunca apuestes tu cabeza al diablo. Cuento con moraleja (Never bet the devil your head. A tale with a moral) es un relato del escritor estadounidense Edgar Allan Poe publicado por primera vez en Graham’s Lady’s and Gentleman’s Magazine, en septiembre de 1841. 

## Argumento
El narrador cuenta la historia de su amigo, el indeseable Toby Dammit, individuo desde pequeño maleducado y blasfemador que tiene por costumbre apostar su cabeza al diablo. Un buen día, en el transcurso de un paseo campestre, el diablo en persona se aparece aceptando su apuesta. 

## Comentario
Aunque no se le reproche acerbamente, la mayoría de los cuentos llamados humorísticos de Poe en realidad no suelen inspirar más que una media sonrisa (si no una mueca) en el lector, pero en "Nunca apuestes..." parece que el cuentista se propuso a toda costa hacer soltar la carcajada:

La precocidad de Toby para el vicio era horrorosa. A los cinco meses de edad le daban tales ataques de rabia que no podía articular palabra. A los seis meses lo pesqué mordisqueando un mazo de barajas. A los siete tenía por costumbre abrazar y besar a los bebés del sexo opuesto.

Nunca apuestes tu cabeza al diablo es una narración de la época de plena madurez de su autor, y por tanto de algún modo reveladora de su carácter y opiniones. Como en otros cuentos de la serie humorística, sardónica o grotesca ("Los leones", "Los anteojos", "El sistema del Dr. Tarr y el profesor Fether", "Cómo escribir un artículo a la manera del Blackwood"...) este relato comenta satírica y tendenciosamente alguna realidad o circunstancia de su tiempo que desagradaba especialmente a su autor. Se queja Poe al principio:

No hay ninguna justificación, pues, en la acusación que ciertos ignorantes han formulado contra mí; a saber: que jamás he escrito un cuento moral...

Su réplica a esta acusación, que en efecto le fue dirigida en su día, es una de las narraciones, a primera vista, más frescas y desenfadadas que dio a la prensa, la réplica de un escritor y creador purista que antepone la ética de la integridad de su obra a toda otra consideración, de manera que la única moral que se pide a un artista, en cuanto tal, es la de ser consecuente con su propio arte.
Otra sátira que podría sugerir el presente relato es la del legendario "malditismo" artístico, concepto de innegables connotaciones románticas, y, dado que se conoce a pocos autores más "malditos" que el propio Poe, la obra cabría interpretarse en términos de autoparodia. Así, la absurda peripecia de Toby Dammit (damm it, en inglés, equivale a "maldito/maldita sea"), desarrollada en clave irónica y burlona (como el Diablo que se aparece al final) podría no ser más que una amarga premonición del autor sobre su propio destino.

## Influencia
Existe un mediometraje, restaurado en 2008, de Federico Fellini, basado libremente en este cuento: Toby Dammit. Forma parte de la película de segmentos "Histoires extraordinaires" de 1968.